# William B. Lewis
William B. Lewis (* um 1816; † 15. Oktober 1884 in Brooklyn, New York) war ein US-amerikanischer Geschäftsmann und Politiker. Er war von 1862 bis 1863 Treasurer of State von New York.

## Werdegang
Über die Jugendjahre von William B. Lewis ist nichts bekannt. Er begann sein Arbeitsleben als Brick Hod Carrier. In der Folgezeit erlernte er das Bauhandwerk und war dann als Generalunternehmer tätig. In den 1850er Jahren bekleidete er den Posten als City Comptroller in der damals noch eigenständigen Stadt Brooklyn. Während des Bürgerkrieges war er von 1862 bis 1863 Treasurer of State von New York. Er wurde durch die Republikanische Partei und die War Democrats nominiert. Nach dem Ende des Bürgerkrieges zog er sich aus der Politik zurück. Er wurde Sekretär und Kassierer bei der Brooklyn City Railroad und bekleidete diese Posten bis zu seinem plötzlichen Tod, als er an der Fulton Street in Brooklyn zusammenbrach. Einige Zeit vor seinem Tod zog er nach Plainfield (New Jersey), pendelte aber jeden Tag nach Brooklyn zur Arbeit.